# Kaija Saariaho
Kaija Anneli Saariaho (Helsínquia, 14 de outubro de 1952 – 2 de junho de 2023) foi uma compositora finlandesa, uma das mais importantes dos inícios do século XXI a nível mundial.
Kaija Saariaho estudou composição em Helsínquia, Freiburg e Paris, onde viveu de 1982 até à sua morte em 2023. Os seus estudos no IRCAM tiveram uma grande influência na sua música e suas texturas, caracteristicamente luxuosas e misteriosas, são criadas através de uma mistura de música ao vivo e produções eletrônicas. Embora a maioria das suas composições sejam obras de câmara, desde meados dos anos noventa evoluiu para obras de maior força e estruturas mais amplas, tais como óperas ou música coral, como Oltra mar, encomendada pela Orquestra Filarmónica de Nova Iorque.
Foi uma das compositoras mais solicitadas para compor ópera. A sua primeira ópera L'amour de loin (O amor de longe), com estreia em 2000 no Festival de Salzburgo, foi um grande êxito que lhe permitiu ser representada em outros palcos de todo o mundo. A sua segunda ópera Adriana Mater foi encomendada pela Ópera Nacional de Paris em 2006 e em 2010 estreou a sua terceira ópera Émilie em Lyon, baseada na vida da matemática Émilie du Châtelet. Nas três peças o libreto foi escrito por Amin Maalouf.

## Biografia
Kaija Saariaho nasceu em Helsínquia e estudou música na Academia Jean Sibelius com Paavo Heininen. Fundou com Magnus Lindberg e outros o grupo “Ears Open”. Posteriormente melhorou a sua formação em Freiburg (sob a direção de Brian Ferneyhough e Klaus Huber) e em cursos de verão de Darmstadt. A partir de 1982 continuou estudos no IRCAM de Paris, cidade em que passaria a viver desde então. 
Nesta instituição, Saariaho desenvolveu novas técnicas de composição, mediante o uso da eletrônica ao vivo, ou trabalho com fita gravada e assistência computadorizada. Desenvolveu interesse pela escrita para orquestra. A característica mais particular das suas composições orquestrais desta época é a criação de densas massas de som em permanente e paulatina transformação. Além disso, o estudo das técnicas de análise do espectro sonoro por computador levadas a cabo pelos compositores espectralistas franceses ajudaram-na a criar a sua própria linguagem harmônica, caracterizada por uma cuidada notação rica em marcas de expressão onde cabem desde o uso frequente de harmônicos até aos detalhes microtonais de um continuum sonoro que parte do tom temperado até ao ruído sem afinação precisa e vice-versa.
O seu trabalho nas décadas de 1980 e de 1990 ficou marcado por uma ênfase no timbre e no uso da música eletrônica nascida de instrumentos tradicionais, essencialmente das culturas nórdica e oriental. Nymphéa (Jardim secreto III) (1987), por exemplo, é um quarteto de cordas com música eletrônica. 
Nos finais da década de 1990 começou a compor ópera e outros géneros de música vocal como um ciclo de canções (Quatre instants, 2002) ou um oratório (A Paixão de Simone) obtendo um grande êxito de crítica e de público. Com a colaboração do jornalista e escritor Amin Maalouf como libretista e de Pete Sellars como diretor de produção, estreou três óperas (L’amour de loin, 2000; Adriana Mater, 2006; e Émilie, 2010).
Devido à sua experiência na composição vocal, a sua música foi evoluindo para posições mais modais do que melódicas em combinação com o uso de padrões rítmicos e harmônicos mais regulares. Estas mudanças podem ser observadas em obras como Notes of Light (2006), para violoncelo e orquestra, ou Lanterna Mágica (2008), para orquestra.
Uma das características mais notáveis que caracteriza toda a obra musical de Saariaho é a sua associação com um círculo estável de colaboradores: Peter Sellars, Amin Maalouf, o violoncelista Anssi Karttunen, a flautista Camilla Hoitenga, o maestro Esa-Pekka Salonen, o soprano Dawn Upshaw, ou o pianista Emanuel Ax, entre outros.
Foi distinguida com o Prix Italia e, em 1989, o Prêmio Ars Electronica. Recebeu também menções do Lincoln Center e do IRCAM.
Em 2000 foi premiada com o Nordic Council Music Prize pela sua obra Lonh para soprano e música eletrônica.
Em 2013, foi agraciada com o Prémio Polar, junto com o músico Youssou N'Dour.
Em 2017, recebeu o Prémio Fundação BBVA Fronteiras do Conhecimento, na categoria de Música Contemporânea.

## Morte
Em fevereiro de 2021 foi diagnosticada com glioblastoma, um tipo de cancro cerebral muito agressivo. Os tumores disseminaram-se, afetando as suas capacidades motoras. Em 2 de junho de 2023 a sua família anunciou o falecimento da compositora devido à doença. Faleceu enquanto dormia, na sua casa, em Paris.

## Catálogo de obras
| Año       | Obra | Tipo de obra                    | Duração |
| 1977      | Bruden, ciclo de canções para soprano, 2 flautas e 2 percussionistas. | Música vocal                    | 10:00   |
| 1978      | Canvas, para flauta. | Música solista (flauta)         | 05:00   |
| 1979      | Suomenkielinen sekakuorokappale, para soprano, barítono e coro misto. | Música coral                    | 09:00   |
| 1979      | Cartolina per Siena, para fita magnética. | Música eletroacústica           | 03:00   |
| 1979      | Aurora, para conjunto instrumental | Música instrumental             | 03:00   |
| 1979      | Nej och inte. Três canções para quarteto feminino ou coro. | Música coral                    | 05:00   |
| 1979      | Jing, para soprano e violoncelo. | Música vocal                    | 08:00   |
| 1980      | Yellows, para violoncelo e percussão | Música instrumental             | 10:00   |
| 1980      | Study for Life, para voz feminina, bailarina, fita e luzes. Texto de T. S. Eliot (em inglês).                                                                                                   | Música vocal                    | 18:00   |
| 1980      | Im Traume, para violoncelo e piano. | Música instrumental (duo)       | 10:00   |
| 1980      | Preludi-Tunnustus-Postludi, para soprano e piano preparado. Texto de Mika Waltari (em finlandês).                                                                                               | Música vocal                    | 04:00   |
| 1981      | Kolme preludia, para soprano e órgão. Texto da Bíblia (em finlandês). | Música vocal (piano)            | 06:00   |
| 1981      | ...sah den Vögeln, para soprano, flauta, oboé, violoncelo, piano preparado e eletrônica ao vivo. Text: collage.                                                                                 | Música vocal                    | 15:00   |
| 1981      | Study II for Life, para fita magnética. | Música eletroacústica           | 12:00   |
| 1982      | Vers de blanc, para fita magnética. | Música eletroacústica           | 15:00   |
| 1982      | Du gick, flög, para soprano e piano. Texto de Gunnar Björling (em sueco). | Música vocal (piano)            | 04:00   |
| 1982      | Adjö (título original: «Ju lägre solen». Revisto em 1985), para soprano, flauta e violão. Texto de Solveig von Schoultz (em sueco).                                                             | Música vocal                    | 10:00   |
| 1982      | Laconismede l'aille, para flauta solo | Música solista (flauta)         | 09:00   |
| 1982-84   | Verblendungen, para orquestra | Música orquestral               | 14:00   |
| 1983      | Three Interludes and other music to "Skotten i Helsingfors". Música incidental para fita. Texto de Joakim Groth.                                                                                | Música incidental               | 30:00   |
| 1984      | Kollisionen (Inspirada en Jean-Baptiste Barrière. Outra versão: 1986, chamada Collisions), para percussão e eletrônica.                                                                         | Música eletrônica               | 60:00   |
| 1984-86   | Jardim secreto II, cravo e fita | Música eletroacústica           | 10:00   |
| 1985      | Csokolom, gravação de objetos cênicos | Música incidental               | 60:00   |
| 1985      | Música para o filme Suuri illusioni. | Música de cinema                | 85:00   |
| 1985      | Jardim Secreto I, para fita magnética. | Música eletrônica               | 11:00   |
| 1986      | Il pleut, para soprano e piano. Texto de Guillaume Apollinaire (em francés). | Música vocal (piano)            | 02 :00  |
| 1986      | Lichtbogen, para flauta, percussão, harpa, piano, 2 violinos, viola, violoncelo, contrabaixo e eletrônica ao vivo.                                                                              | Música eletrônica               | 16:00   |
| 1986      | Collisions (Versão de Kollisionen, 1984), para fita magnética. | Música eletroacústica           | 60:00   |
| 1986-87   | Io, para conjunto instrumental e eletrônica ao vivo. | Música eletrônica               | 18:00   |
| 1987      | Nymphea (Jardim Secreto III), para quarteto de cordas e eletrônica ao vivo | Música eletrônica               | 20:00   |
| 1987      | Piipää (Composta a partir de Jean-Baptiste Barrière). Música para multimídia performance. Soprano, tenor, fita e eletrônica ao vivo. Texto de Jouni Tommola.                                    | Música incidental               | 60:00   |
| 1987-88   | Stilleben (Texto: collage de Franz Kafka, Paul Eluard e Wassily Kandinsky), para fita (obra radiofônica).                                                                                       | Música vocal                    | 22:00   |
| 1988      | Petals, para violoncelo solo, com eletrônica ao vivo opcional. | Música solista (violoncelo)     | 08:00   |
| 1988      | From the Grammar of Dreams (Texto de Paul Eluard (em francés), para soprano e mezzo-soprano. Texto de Sylvia Plath (em inglês).                                                                 | Música vocal                    | 10:00   |
| 1988      | Grammaire des rêves, para soprano, contralto e conjunto instrumental. | Música vocal                    | 11:00   |
| 1989-90   | Du cristal, para orquestra sinfônica | Música orquestral               | 18:00   |
| 1990      | ...la fumée, para flauta alto, violoncelo e orquestra | Música orquestral               | 18:00   |
| 1990      | Fanfaari, para orquestra de câmara. | Música orquestral (câmara)      | 01:00   |
| 1990      | Oi kuu, para clarineta baixo, violoncelo e eletrônica opcional (outras versões: 1993) | Música instrumental (duo)       | 06:00   |
| 1991      | Aer (Parte 7 de «Maa»), para harpa e eletrônica ad libitum. | Música eletrônica               | 17:00   |
| 1991      | Nuits, adieux (Textos de Jacques Roubaud e Honoré de Balzac. Outra versão: 1996.), Quarteto vocal (SATB) e eletrônica ao vivo.                                                                  | Música vocal                    | 10:00   |
| 1991      | Gates (Parte 2 de «Maa»), para flauta, cravo, violoncelo e eletrônica ao vivo. | Música eletrônica               | 12:00   |
| 1991      | ...de la terre (Parte 3 de «Maa»), para violino solista e eletrônica ao vivo. | Música eletrônica               | 15:00   |
| 1991      | Monkey Finger, Velvet Hands, para piano | Música solista (piano)          | 05:00   |
| 1991      | Fall (Parte 6 de «Maa»), para harpa e eletrônica ad libitum. | Música eletrônica               | 05:00   |
| 1991      | Suomi 75 vuotta (""Finland 75 years""), jingle de 15 segundos" | Música eletrônica               | 00:15   |
| 1991      | Música para o filme Valon ihme. | Música de cinema                | 32:00   |
| 1991-92   | Maa. Música para ballet em sete cenas. Orquestra de câmara e eletrónica | Música de ballet                | 90:00   |
| 1991-96   | Cendres, para flauta, violoncelo e piano (rev. em 1998) | Música instrumental             | 10:00   |
| 1992      | NoaNoa, Fragrant, para flauta e eletrônica | Música eletrônica               | 10:00   |
| 1992      | Jingle for the Centre Georges-Pompidou (só 5 segundos) | Música orquestral               | 00:05   |
| 1992      | Amers, para violoncelo, orquestra de câmara e eletrônica ao vivo | Música orquestral (concertante) | 20:00   |
| 1992      | Caliban's Dream (Parte 2 de «The tempest Songbook», 2004), para barítono solo e clarineta, bandolim, violão, harpa, contrabaixo. Texto de William Shakespeare (em inglês). Outra versión: 1995. | Música vocal                    | 03:00   |
| 1992-94   | Près, para violoncelo solo e eletrônica. | Música eletrônica               | 18:00   |
| 1993      | La dame, la licorne. Exposição: com pinturas de Raija Malka e som de Saariaho (versão de 1999 eletroacústica)                                                                                   | Música incidental               | 12:00   |
| 1993      | Música para o filme Etant donné le bleu («Given the blue», solo 3 minutos) (inspirada en Jean-Baptiste Barrière"                                                                                | Música de cinema                | 03:00   |
| 1993      | Solar, para grupo instrumental (com sintetizador) | Música eletroacústica           | 18:00   |
| 1993-94   | Trois Rivières, para cuarteto de percussionistas e eletrónica | Música eletrónica               | 16:00   |
| 1993-95   | Folia, para contrabaixo e eletrónica opcional. | Música eletrónica               | 12:00   |
| 1993-95   | Six Japanese Gardens, para percussão e eletrónica. | Música eletrónica               | 10:00   |
| 1994      | Graal Theâtre, para violino e orquestra (em 1997, versão para violino solista e orquestra de câmara).                                                                                           | Música orquestral (concertante) | 30:00   |
| 1994      | Nocturne, In Memory of Witold Lutoslawski, para violino | Música solista (violino)        | 06:00   |
| 1995      | Château de l'âme, para soprano, oito vozes femininas e orquestra. | Música vocal (orquestra)        | 26:00   |
| 1996      | Spins and Spells, para violoncelo. | Música solista (violoncelo)     | 07:00   |
| 1996      | Lonh («De longe». Dedicada a Dan Upshaw), para soprano e eletrônica. | Música eletrônica               | 17:00   |
| 1996      | New Gates (Adaptação do movimento Gates de «Maa», 1991), para flauta, viola e harpa | Música instrumental (trio)      | 13:00   |
| 1996      | Die Aussicht (Texto de Friedrich Hölderlin (em alemão). Outras versões: 1998 e 1999), para soprano, flauta, violino, violoncelo e violão.                                                       | Música vocal                    | 03:00   |
| 1997      | Mirrors (Música para o CD-ROM Prisma), para flauta e violoncelo. | Música instrumental (duo)       | 04:00   |
| 1997      | Miranda's Lament (Parte 3 de «The tempest Songbook», 2004), para soprano, clarineta, harpa, violino e contrabaixo. Texto de William Shakespeare (em inglês). Outra versão: 1999.                | Música vocal                    | 05:00   |
| 1997-99   | Música incidental (documental ou video) | 31:45                           |         |
| 1998      | Liisan taikahuilu, para flauta. | Música solista (flauta)         | 03:00   |
| 1998      | Neiges, para oito violoncelos. [1. Nuages de neige. - 2. Étoiles de neige. - 3. Étoile de neige 2. - 4. Aiguilles de glace. - 5. Fleurs de neige]                                               | Música instrumental             | 15:00   |
| 1998      | Colours du vent, para flauta alta. | Música solista (flauta)         | 11:00   |
| 1998      | Forty Heartbeats, para orquestra de câmara. | Música orquestral (câmara)      | 03:00   |
| 1998-2000 | L'amour de loin (ópera, Salzburgo 2000). | ópera                           | 120:00  |
| 1999      | Oltra mar. Seven Preludes for the New Millennium, para coro misto e orquestra. | Música coral (orquestra)        | 15:00   |
| 1999      | Prisma. Electronic music for the CD-ROM Prisma | Música eletrônica               | 19:00   |
| 1999      | Quatre petits messages, Music for the stage work Unien kieliopista (From the Grammar of Dreams), para 2 sopranos, flauta e harpa.                                                               | Música vocal                    | 08:00   |
| 1999      | Ciel etoilé, para contrabaixo e percussionista. | Música instrumental             | 05:00   |
| 2000      | Sept Papillons, para violoncelo. | Música solista (violoncelo)     | 10:00   |
| 2000      | Message pour Gérard, para mezzo-soprano, flauta, harpa, percussão (2 intérpretes), violino, viola, violoncelo e contrabaixo.                                                                    | Música vocal                    | 05:00   |
| 2000      | Ariel's Hail (Parte 1 de «The tempest Songbook». 2004), para soprano, flauta e harpa. | Música vocal                    | 04:00   |
| 2000      | Aile du songe. Concerto para flauta e orquestra. | Música orquestral (concertante) | 20:00   |
| 2000      | Iltarukous. (Evening Prayer), para soprano e piano. Texto de Eino Leino (em finlandês). | Música vocal (piano)            | 03:00   |
| 2000      | Trois rivières: Delta, para percussão (1 solista) e eletrônica. | Música eletrônica               | 15:00   |
| 2001      | Uberzeugung, para tres voces femeninas/coro feminino, violino, violoncelo, crótalo (nas mãos de uma das solistas). Texto: Friedrich Hölderlin (em alemão).                                      | Música vocal                    | 02:00   |
| 2001      | Tag des Jahrs, para coro misto e eletrônica. Texto: Friedrich Hölderlin (em alemão). | Música vocal                    | 15:00   |
| 2001      | Danse des flocons I, versão para orquestra de cordas. | Música orquestral (câmara)      | -       |
| 2001      | Cinq Reflets de l'Amour de loin, para solo soprano, solo barítono e orquestra. | Música vocal (orquestra)        | 30:00   |
| 2001      | Song for Betty (arranjo do último movimento de «L'Amour de loin»), orquestra, piano e cordas.                                                                                                   | Música orquestral               | 05:00   |
| 2001      | Nymphea Reflection, orquestra de cordas. | Música orquestral (câmara)      | 22:00   |
| 2002      | From the Grammar of Dreams. Versão para soprano e eletrônica | Música eletrônica               | 10:00   |
| 2002      | Les fantômes du temps, espetáculo coreográfico e instalação multimídia (Saariaho e Jean-Baptiste Barrière)                                                                                      | Música incidental               | -       |
| 2002      | Orion, para orquestra | Música orquestral               | 25:00   |
| 2002      | Quatre instants, para soprano e piano. Texto: Amin Maalouf (em francés). [1. Attente; 2. Douleur; 3. Parfum de l'instant; 4. Résonances (existe uma versão. orquestral).                        | Música vocal (piano)            | 23:00   |
| 2002      | Danse des flocons II, versão para 2 violinos | Música solista (violino)        | -       |
| 2002      | Terrestre (versão de música de câmara do 2.º movimento def ""Aile du Songe""), solo flauta + violino, violoncelo, harpa, percussão (1 instrumentista)"                                          | Música orquestral (câmara)      | 10:00   |
| 2002      | Prospero's Vision (Parte 4 de «The tempest Songbook», 2004). Soprano e violino. Texto del Siddur shim Shalom (tradução de hebraico para inglês do rabino Jules Harlow).                         | Música vocal                    | 02:00   |
| 2002      | Changing Light, para soprano e violino. | Música vocal                    | 03:00   |
| 2002-2006 | Adriana Mater. Ópera. Estreada na primavera de 2006. Libreto: Amin Maalouf. | Ópera                           | 120:00  |
| 2003      | Je sens um deuxième coeur (Another heart beats), viola, violoncelo e piano. | Música instrumental (trio)      | 15:00   |
| 2003      | Lumen valosta, para coro, texto de Eeva-Liisa Manner. | Música vocal                    | -       |
| 2004      | Ferdinand's Comfort (Parte 5 de «The tempest Songbook»), para soprano, barítono e coro. | Música vocal                    | 04:00   |
| 2003      | The Tempest Songbook, para soprano, barítono e ensemble. | Música vocal                    | 21:00   |
| 2004      | Dolce Tormento, para piccolo | Música solista                  | 05:00   |
| 2004      | Asteroid 4179: Toutatis, para orquestra. | Música orquestral               | 04:00   |
| 2005      | Ballade, para piano | Música solista (piano)          | 03:00   |
| 2005-2006 | A Paixão de Simone, Oratório (texto: Amin Maalouf) | Ópera                           | -       |
| 2006      | Notes on Light, para violoncelo e orquestra | Música orquestral (concertante) | 28:00   |
| 2010      | Émilie (texto: Amin Maalouf) | Ópera                           | -       |
| 2010      | Tocar, para violino e piano (ou flauta e harpa) |                                 | 07:00   |
| 2010      | Dreaming Chaconne (Variações sobre a chacone de Giuseppe Colombi), para violoncelo solo |                                 |         |
| 2010      | D'om le vraie sens, para grupo instrumental com clarineta |                                 | 35:00   |
| 2011      | Emilie Suite, para grupo instrumental com soprano |                                 | 25:00   |
| 2011      | Frises, para violino e eletrônica |                                 | 20:00   |
| 2011      | Aure, para violino, viola [violoncelo] |                                 | 05:00   |
| 2011      | Kesäpäivä, para soprano e alto; 2 perc (piano para os ensaios) |                                 |         |
| 2012      | Circle Map, para orquestra com eletrônica |                                 | 30:00   |
| 2012      | Duft, para clarineta |                                 | 10:00   |
| 2012      | Sombre 18 minbfl/perc/hp/db, e voz solista |                                 | 18:00   |
| 2013      | A Paixão de Simone (versão de câmara), com soprano e coro misto |                                 | 75:00   |
| 2013      | Maan varjot (Earth's Shadows), para grupo orquestral com órgão |                                 | 15:00   |
| 2013      | Luonnon kasvot , para voz e piano |                                 |         |
| 2013      | Ciel d'hiver, para grupo orquestral |                                 | 10:00   |
| 2014      | Light and Matter, para pf/vn.vc |                                 | 12:00   |
| 2014      | The Bosun's Cheer (versão instrumental moderna), sprechstimme speaker, fl, vc, db |                                 | 04:00   |
| 2014      | Offrande, para órgão/violoncelo |                                 | 07:00   |
| 2014      | True Fire, para grupo orquestral com barítono |                                 | 27:00   |
| 2014      | The Bosun's Cheer (period instrument version), sprechstimme speaker, vn, vc, db |                                 | 04:00   |
| 2015      | Trans, para grupo orquestral com harpa solista |                                 | 20:00   |
| 2016      | Sense, para violino |                                 |         |
| 2016      | Figura, para piano, quarteto de cordas e clarineta solista |                                 | 14:00   |
| 2016      | Light still and moving, para flauta e kantele | 12:00                           |         |
| 2016      | Quatre Instants (versão de câmara), com soprano |                                 | 20:00   |
| 2016      | Arabesques et adages, para piano |                                 | 07:00   |
| 2015      | Only The Sound Remains, ópera, grupo instrumental com eletrônica, com contratenor, baixo-barítono e conjunto vocal (SATB)                                                                       | Ópera                           | 115:00  |
| 2017      | Saarikoski-laulut (Saarikoski Songs) (versão orquestral), com soprano |                                 | 11:00   |
| 2017      | Concordia, para violino e violoncelo |                                 | 20:00   |
| 2017      | Saarikoski-laulut (Saarikoski Songs), para soprano e piano |                                 | 11:00   |
| 2018      | Vers toi qui es si loin (para grupo instrumental e soprano) (há versão para violino solo) |                                 | 07:00   |
| 2018      | Innocence, para orquestra, solistas cantores, cantora feminina de música folk, 5 atores cantores, voz feminina e coro (SATB)                                                                    |                                 | 105:00  |
| 2019      | Vista, para orquestra |                                 | 25:00   |
| 2019      | Prospero’s Vision, para quarteto de cordas e tenor |                                 | 06:00   |
| 2019      | Changing Light, para barítono e violoncelo |                                 | 07:00   |
| 2019      | Chimera, para grupo orquestral |                                 | 01:00   |
| 2019      | Die Aussicht, para quarteto de cordas |                                 | 04:00   |
| 2020      | Semafor, para grupo instrumental |                                 | 14:00   |
| ?         | Reconnaissance, soprano/alto/tenor/baixo e coro/percussão/db |                                 | 20:00   |

## Gravações
- Graal Théâtre - Gidon Kremer; BBC Symphony Orchestra; Esa-Pekka Salonen - Sony SK60817
- L’Amour de loin - Gerald Finley; Dawn Upshaw; Finnish National Opera; Esa-Pekka Salonen - Deutsche Grammophon DVD 00440 073 40264
- Nymphéa - Cikada String Quartet - ECM New Series 472 4222